# 碧安卡·博尚
碧安卡·史蒂芬妮·博尚（法語：Bianca Stéphanie Beauchamp，法語發音：[bjɑ̃ka stefani boʃɑ̃]，1977年10月14日—），加拿大女色情女演員及恋物癖模特模特兒，以其魅力、情色和乳膠戀物癖模特兒扮相而聞名。

## 早年
碧安卡·博尚生於魁北克省蒙特利尔，父親是法裔加拿大人，母親是義大利人。名字來自前尼加拉瓜演員碧安卡·傑格。她在蒙特利爾長大，在低收入社區長大；由於家境困難，博尚高中畢業不久後搬家，並開始在CEGEP學習法國文學課程，希望成為一名高中法語教師。博尚成功通過了一所私立學校的入學考試，獲得證書後開始學習法語，並在魁北克大学蒙特利尔分校開始教學工作。
博尚是双性恋。她在18歲時遇到了有抱負的攝影師馬丁·佩羅（Martin Perreault），對方說服她作為自已的繆斯女神拍照，博尚為此開始擔任佩羅的模特兒。1995年左右，當時20歲的博尚買了自己的第一件乳膠連衣裙，後來說她喜歡乳膠呈現整個身體的輪廓，以及這種材料對自己來說是多麼特別。

## 職業生涯
1998年迷戀起乳膠之後，博尚和佩羅創立了網站（現稱為）。該網站展示了博尚穿著乳膠服裝的色情寫真和影片，其中大部分作品皆由佩羅拍攝。兩人的作品最終在乳膠時尚界獲得了國際認可。在魁北克大学蒙特利尔分校實習期間，一名工作人員發現了他們的網站並建議她將其關閉該網站（雖然當時該網站不包含裸露內容）。博尚關閉了該網站，但在完成實習後重新開放了該網站，這使學校威脅，如果該網站仍存在，她就會不及格。博尚對戀物模特兒的熱情超越了教學，於是在23歲時離開大學去追求模特兒事業。
博尚很快就出現在《Bizarre》、《Marquis》、《Nightlife》、《閣樓》、《花花公子》、《Skin Two》和《Whiplash》的寫真照中，同時在麥當勞、一家音像店、成人用品店工作，並擔任脫衣舞俱樂部女服務員，直到自己的戀物模特事業真正打好口碑。

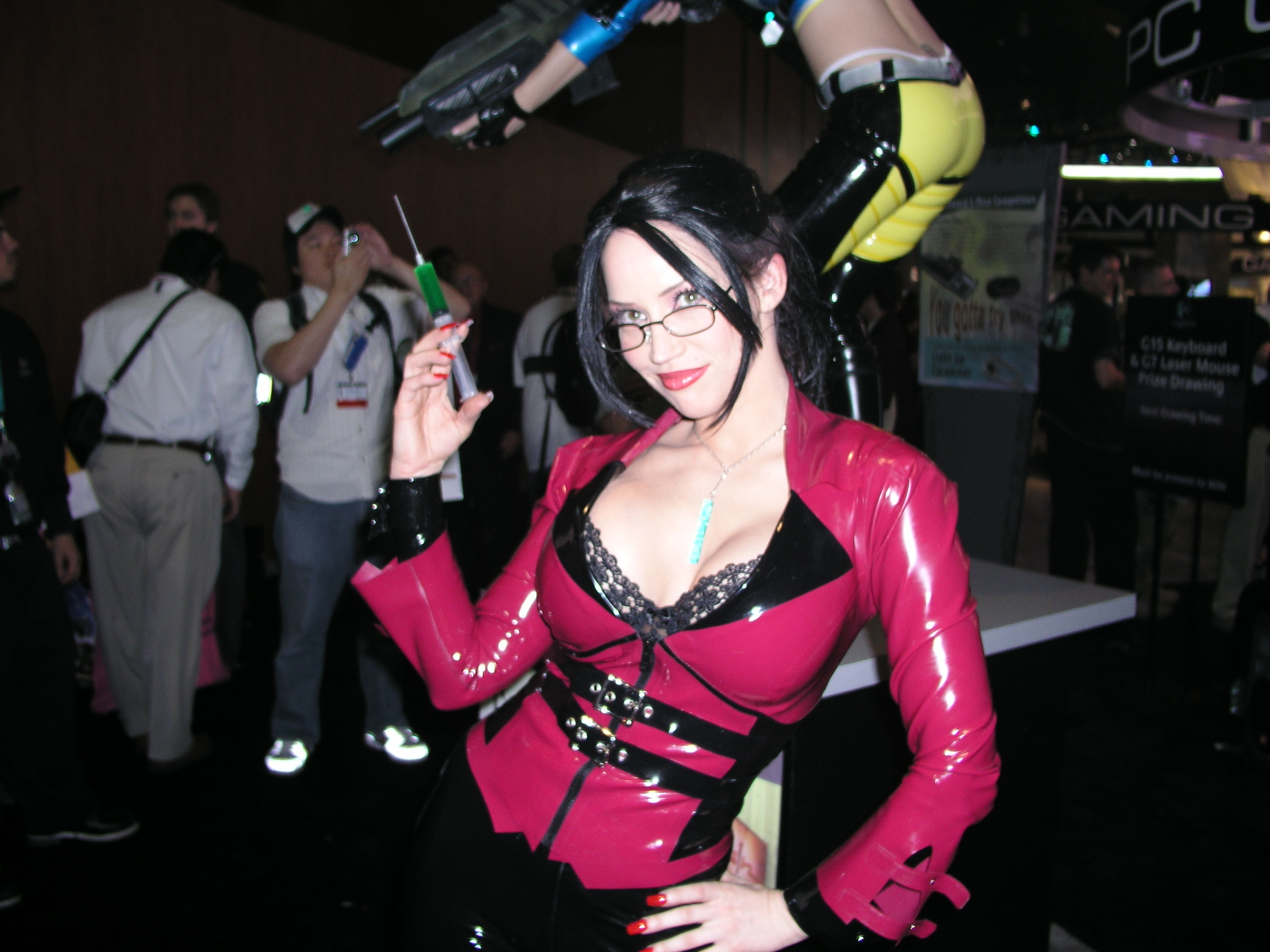
2006年，博尚打扮成《原罪：首部曲》中的艾麗克絲·辛克萊（Elexis Sinclaire）

2007年1月，博尚成為首位六次出現在雜誌封面的模特兒，並於同年代表Hype Energy參加2007年加拿大大奖赛。她的照片還出現在幾期《花花公子特別版》中，包括《內衣之書》（Book of Lingerie）的封面；還兩次登上加拿大《花花公子》女孩年曆的封面。她的個人網站和Ritual Entertainment合作，Cosplay了電子遊戲《原罪：首部曲》中的艾麗克絲·辛克萊一角。2008年1月，博尚在Askmen.com的年度99位女性中排名第31位，這是深受名人歡迎的「熱門名單」。次年，其排名提升至第24位。2009年1月，她登上了雜誌的封面，這是她在英國雜誌上的第九次封面，也讓她成為登上該雜誌次數最多的模特兒。

## 外部連結
- 官方网站
- 作品集網站
- . （原始内容存档于2018-12-01）.
- 碧安卡·博尚在網際網路成人電影資料庫